# Елизабет Франк
Елизабет Франк (на английски: Elizabeth Frank) е американска изкуствоведка, литературна критичка, биограф, преводачка и писателка на произведения в жанра биография, драма и документалистика.

## Биография и творчество
Елизабет Франк е родена на 14 септември 1945 г. в Лос Анджелис, Калифорния, САЩ. Баща ѝ е писателя, продуцент и режисьор Мелвин Франк, а майка ѝ Ан Рей пише за радиото.
Следва в колежа Бенингтън и през 1965 г. получава бакалавърска степен. После следва в Калифорнийския университет в Бъркли и през 1969 г. получава магистърска степен, а през 1973 г. докторска степен.
След дипломирането си, в периода 1971 – 1973 г. работи като преподавател по английска литература в Милс Колидж, Оукланд; в периода 1973 – 1975 г. преподава английска литература в Уилямс Колидж, Уилямстаун; в периода 1975 – 1976 г. преподава английска литература в Калифорнийския университет в Ървайн; в периода 1976 – 1977 г. е преподавател по английска литература в Университет Темпъл, Филаделфия; в периода 1979 – 1982 г. е редактор на сценарии към Connaught Films; в периода 1982 – 1990 г. преподава съвременни езици и литература в колежа Бард, където от 1990 г. завежда катедрата „Джоузеф Е. Хари“.
На 3 август 1984 г. се омъжва за художника Хауърд Бухвалд. Имат дъщеря – Ан Луиз. Развеждат се през 1992 г.
Пише статии и рецензии за изобразително изкуство и литература за „Ню Йорк Таймс“, „Бук Ривю“, „Ню Йорк Таймс Магазин“, „Арт ин Америка“, и др.
Първата ѝ книга, биографията „Jackson Pollock“ е издадена през 1983 г. В нея изследва живота и работата на американски художник абстракционист Джаксън Полък, чиито плътни, хаотични произведения предизвикват огромни противоречия през 40-те и 50-те години.
През 1985 г. е издадена книгага ѝ „Louise Bogan: A Portrait“, биография на поетесата Луиз Боган, в която анализира творчеството на една от най-своеобразните американски поетеси. През 1986 г. книгата получава наградата „Пулицър“ за биография и наградата на критиката.
През 2004 г. е издаден романа ѝ „Измамен чар“, който пише в продължение на 25 години. Действието на романа се развива в Холивуд, Ню Йорк, Париж и Лондон през 50-те години на 20 век, когато в Америка се вихри маккартизма, „раздава правосъдие“ и засяга живота на две сестри – решенията, които вземат, лъжите, в които живеят, и истините, от които не могат да избягнат.
Освен романи, пише и разкази, които са включени в различни антологии.
Заедно с преводачката Деляна Симеонова публикува през 2008 г.преводи от български на два романа за евреите през ХХ век от български писател и сценарист Анжел Вагенщайн – „Сбогом, Шанхай“ и „Петокнижие Исааково“.
Елизабет Франк живее в щат Ню Йорк.

## Произведения
- Jackson Pollock (1983) – биография на художника Джаксън Полък
- Margot Fonteyn (1983) – биография на балерината Марго Фонтейн
- Louise Bogan: A Portrait (1985) – награда „Пулицър“, биография на поетесата Луиз Боган
- Esteban Vicente (1995) – монография за художника Естебан Висенте
- Iva Gueorguieva (2014) – за българската художничка Ива Георгиева
- Karen Gunderson: The Dark World of Light (2015) – монография за художничката Карън Гундерсон

### Самостоятелини романи
- Cheat and Charmer (2000)
Измамен чар, изд.: „Сиела“, София (2012), прев. Ани Орешкова

### Разкази
- Пътят към „Скиорката“, сп. „Съвременик“ (2008), прев. Деляна Симеонова
- Под навеса, сп. „Съвременик“ (2011), прев. Здравка Евтимова